# Manuel Fourcade
Jacques-Manuel Fourcade (Prada, Conflent, 5 d'agost de 1862 - Vic de Bigòrra, 26 de desembre de 1943) fou un advocat i polític francès.

## Biografia
Fill d'un antic primer president del Tribunal d'Apel·lació de Lió i net de Jacques-Marie Fourcade, va estudiar dret i es va dedicar a la carrera d'advocat. El 1890 fou primer secretari de la Conférence des avocats du barreau de Paris i integrat en el gabinet de Henry du Buit, bâtonnier de l'orde, qui serà finalment el seu sogre. Advocat força reputat, va prendre part en els grans afers de les entreguerres. Va fer de conseller de la ciutat de París, de grans bancs i de companyies ferroviàries. Finalment arribaria a bâtonnier de l'Orde dels Advocats de París.
Políticament, de 1919 a 1931 fou conseller general del cantó de Vic de Bigòrra. El 1925 fou escollit alcalde de Vic de Bigòrra, càrrec que va ocupar fins a la seva mort. A més, de 1927 a 1940 fou senador pel cantó dels Alts Pirineus.
El seu fill Jacques Fourcade seria diputat dels Alts Pirineus.